# 99.9F°
Albums de Suzanne Vega
Days of Open Hand
(1990) Nine Objects of Desire
(1996)
99.9F° est le quatrième album de Suzanne Vega. Sorti en 1992, il a une orientation plus électronique et expérimentale que ses précédents albums, mais reste fondamentalement un album folk. Il atteint la 86e place du classement du magazine Billboard, et rentre dans le Top 20 albums au Royaume-Uni. Le single Blood Makes Noise a été n°1 du classement  Billboard Modern Rock. 99.9F° est le premier des deux albums produits par Mitchell Froom, avec qui elle s'est mariée ultérieurement. Le titre 99,9 degrés Fahrenheit correspond à 37,8 degrés Celsius, la température approximative du corps humain.

## Liste des morceaux
Toutes les chansons sont écrites et composées par Suzanne Vega sauf indication contraire.
| No  | Titre                                                   | Durée |
| --- | ------------------------------------------------------- | ----- |
| 1.  | Rock in This Pocket (Song of David)                     | 3:20  |
| 2.  | Blood Makes Noise                                       | 2:28  |
| 3.  | In Liverpool                                            | 4:40  |
| 4.  | 99.9F°                                                  | 3:16  |
| 5.  | Blood Sings                                             | 3:17  |
| 6.  | Fat Man and Dancing Girl                                | 2:19  |
| 7.  | (If You Were) In My Movie                               | 3:05  |
| 8.  | As a Child                                              | 2:55  |
| 9.  | Bad Wisdom                                              | 3:23  |
| 10. | When Heroes Go Down                                     | 1:54  |
| 11. | As Girls Go                                             | 3:27  |
| 12. | Song of Sand                                            | 3:05  |
| 13. | Private Goes Public (bonus track en Europe et au Japon) | 1:57  |

## Musiciens
- Suzanne Vega : chant, guitare acoustique
- Mitchell Froom : claviers, arrangements  (12)
- Tchad Blake : guitare électrique (3, 4, 6, 10)
- David Hidalgo :  guitare électrique (1, 2, 3, 4, 7, 8, 11)
- Bruce Thomas : basse
- Jerry Marotta : batterie, percussions

## Critiques
Le New York Times écrit « "By far Vega's most rewarding record, 99.9 F degrees ... is the first album in which she breaks almost completely away from the conventions of the New York folk milieu that nurtured her." ». Trouser Press écrit à propos de l'album « many of the songs display a new interest in space and sound, using both in an almost sculptural fashion, creating a compelling amalgam that industrializes folk music ».

## Classements
| Chart (1992)                           | Peak position |
| -------------------------------------- | ------------- |
| Australian Albums (ARIA)               | 56            |
| Dutch Albums (MegaCharts)              | 70            |
| German Albums (Media Control)          | 27            |
| New Zealand Albums (Recorded Music NZ) | 38            |
| Swedish Albums (Sverigetopplistan)     | 45            |
| Swiss Albums (Schweizer Hitparade)     | 24            |

### Singles
| Year | Single              | Chart                                | Peak position |
| ---- | ------------------- | ------------------------------------ | ------------- |
| 1992 | 99.9 F°             | UK Singles (Official Chart Company)  | 46            |
| 1992 | 99.9 F°             | US Alternative Songs (Billboard)     | 13            |
| 1992 | Blood Makes Noise   | Canada Top Singles (RPM)             | 63            |
| 1992 | Blood Makes Noise   | New Zealand (RIANZ)                  | 42            |
| 1992 | Blood Makes Noise   | UK Singles (Official Charts Company) | 60            |
| 1992 | Blood Makes Noise   | US Alternative Songs (Billboard)     | 1             |
| 1992 | In Liverpool        | UK Singles (Official Charts Company) | 52            |
| 1993 | When Heroes Go Down | UK Singles (Official Charts Company) | 58            |